# Бабкинцы (Кумёнское городское поселение)
 Бабкинцы  — деревня в Кумёнском районе Кировской области в составе Кумёнского городского поселения.

## География
Расположена на расстоянии примерно 8 км на юг от районного центра поселка Кумёны.

## История
Известна с 1702 года как починок Ивашка Бабкина с 1 двором, вотчина Вятцкого Успенского Трифонова монастыря. В 1764 году (починок Баевский) 84 жителя (в основном монастырские крестьяне), в 1802 16 дворов. В 1873 году (починок Баевский или Бобкинцы) дворов 22 и жителей 139, в 1905 19 и 130, в 1926 (Бабкинцы или Баевский) 27 и 136, в 1950 23 и 84, в 1989 уже нет постоянных жителей. Настоящее название утвердилось с 1939 года. 

## Население
Постоянное население составляло 5 человек (русские 100%) в 2002 году, 0 в 2010.